# رووسپیرون
رووسپیرون (انگلیسی: Revospirone) یک داروی آزاپیرون است که به عنوان یک آرام بخش دامپزشکی ثبت شده است اما هرگز به بازار عرضه نشد. به عنوان یک آگونیست جزئی گیرنده انتخابی 5-HT1A عمل میکند.